# Widzieńsko (przystanek kolejowy)
Widzieńsko – zlikwidowany przystanek gryfickiej kolei wąskotorowej w Widzieńsku, w województwie zachodniopomorskim, w Polsce. Przystanek został zamknięty w 1977 roku.